# تشارلز إدوارد نيكلسون
تشارلز إدوارد نيكلسون (بالإنجليزية: Charles Edward Nicholson)‏ هو سياسي أسترالي، ولد في 1854، وتوفي في 24 سبتمبر 1931. انتخب عضو الجمعية التشريعية نيو ساوث ويلز.